# Patrick Brown
Patrick Brown (Sheffield, 23 de enero de 1969) es un fotoperiodista y fotógrafo de guerra australiano radicado en Bangkok, Tailandia. Fue el ganador del premio World Press Photo de 2018 en la categoría "noticias generalistas, singles" y también ha recibido el Australian Kodak Photographer of the Year.

## Vida y trabajo
Brown nació en Sheffield, Inglaterra, pero pasó su niñez en Oriente Medio y África antes de que su familia finalmente resolviera establecerse en Perth, en Australia Occidental.

Es el autor de Trading to Extinction, un libro que le tomó diez años para completar y en el que se documenta el comercio ilegal de animales por toda Asia. La obra fue seleccionada por AmericanPhoto como uno de los 10 mejores libros documentales de 2014. El libro es también el tema de un documental de Vice Media.

## Premio World Press
A Brown se le otorgó en 2018 el premio World Press Photo en la categoría "noticias generalistas, singles" por un trabajo en el que documenta la vida de los refugiados Rohingya en Bangladés. Una de las fotografías mostraba los cuerpos de refugiados Rohingya yaciendo después de que se volcara la barca a bordo de la que intentaban huir de Myanmar. El trabajo fue encargado por Panos Cuadros, para UNICEF.